# Guo Zhendong
Guo Zhendong (en chino: 郭振东; 4 de agosto de 1984) es un deportista chino que compitió en bádminton.
Ganó una medalla de bronce en el Campeonato Mundial de Bádminton de 2010, en la prueba de dobles. Participó en dos Juegos Olímpicos de Verano, en los años 2008 y 2012, ocupando el quinto lugar en Londres 2012, en la misma prueba.

## Palmarés internacional
| Campeonato Mundial | Campeonato Mundial | Campeonato Mundial | Campeonato Mundial |
| Año                | Lugar              | Medalla            | Prueba             |
| ------------------ | ------------------ | ------------------ | ------------------ |
| 2010               | París (Francia)    | Medalla de bronce  | Dobles             |